# Daleho Irandust
Daleho Irandust (Gotemburgo, 4 de junio de 1998) es un futbolista sueco que juega en la demarcación de centrocampista para el IF Brommapojkarna de la Allsvenskan.

## Selección nacional
Tras jugar con la selección de fútbol sub-19 de Suecia y con la sub-21, hizo su debut con la selección absoluta el 8 de enero de 2019 en un encuentro amistoso contra Finlandia que finalizó con un resultado de 1-0 a favor del combinado finés tras el gol de Eero Markkanen.

## Clubes
| Club              | País         | Año       | Partidos | Goles |
| ----------------- | ------------ | --------- | -------- | ----- |
| BK Häcken         | Suecia       | 2017-2021 | 130      | 25    |
| F. C. Groningen   | Países Bajos | 2021-2024 | 45       | 2     |
| IF Brommapojkarna | Suecia       | 2024-     | 22       | 2     |

## Palmarés

### Campeonatos nacionales
| Título         | Club      | País   | Año  |
| -------------- | --------- | ------ | ---- |
| Gothia Cup     | BK Häcken | Suecia | 2016 |
| Copa de Suecia | BK Häcken | Suecia | 2019 |